# Трійники

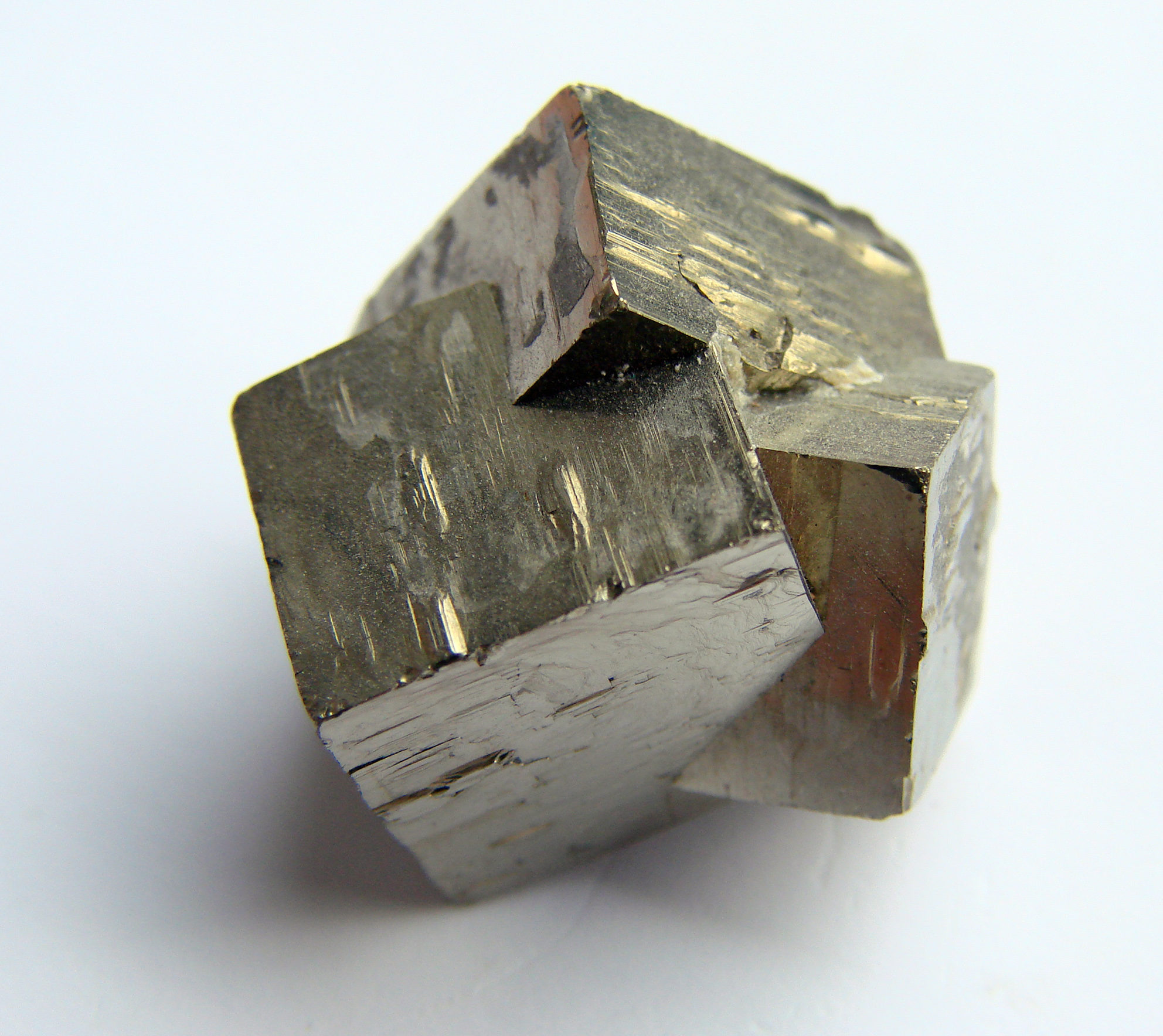
Група трійникових кристалів піриту

Трійники (рос. тройники, англ. trillings, нім. Trillinge m pl) – закономірні зростання, які складаються з трьох індивідів, що знаходяться між собою в двійниковому положенні.